# П'єр-Лу Ражо
П'єр-Лу Ражо́ (фр. Pierre-Loup Rajot; нар. 9 лютого 1958, Амбер, Франція) — французький актор, режисер, сценарист та продюсер. Лауреат французької кінопремії «Сезар» 1985 року як найперспективніший молодий актор .

## Біографія
П'єр-Лу Ражо народився 9 лютого 1958 року в комуні Амбер, департамент Пюї-де-Дом, Франція. Після вивчення екологічної інженерії в університеті Жюссе він був учнем Френсіса Юстера в акторській школі Курси Флоран в Парижі та відвідував театральні курси Патріса Шеро при Театрі Нантерр-Амондьї (фр. Théâtre Nanterre-Amandiers) в Нантеррі, де Шеро залучив його на ролі в чотирьох п'єсах Шекспіра (Марні зусилля кохання, Як вам це сподобається, Багато галасу з нічого, Дванадцята ніч, або Як вам завгодно).
П'єр-Лу Ражо дебютував у кіно в 1982 році, знявшись у фільму режисера Моріса Піали «За наших коханих», де його партнеркою була Сандрін Боннер. У 1985 році за акторську гру у фільмі «Спогади, спогади» Аріеля Зейтуна був відзначений як найперспективніший актор премією «Сезар».
Ражо також знявся у низці французьких телевізійних фільмів та серіалів. Найвідомішою його роботою на телебачення є головна роль Гуго Шалоньє у кримінальному серіалі каналу TF1 «R.I.S. Наукова поліція», яку він грав з 2005 по 2010 роки.
Ражо працює також як режисер, продюсер і сценарист.

## Особисте життя
П'єр-Лу Ражо одружений з акторкою Селін Ражо (до шлюбу Гіньяр). Подружжя має трьох дітей: Матіса, Альму і Орфео.

## Фільмографія (вибіркова)
| Рік       |    | Українська назва        | Оригінальна назва          | Роль                |
| --------- | -- | ----------------------- | -------------------------- | ------------------- |
| 1983      | ф  | За наших коханих        | À nos amours               | Бернар              |
| 1983      | ф  | Скарлатина              | La scarlatine              | Ніно                |
| 1983      | ф  | Офіціант                | Garçon!                    | Моріс               |
| 1984      | тф | Захаріус                | Zacharius                  | Обер                |
| 1984      | ф  | Спогади спогади         | Souvenirs souvenirs        | Антуан Боккара      |
| 1984      | ф  | Майбутнє літо           | L'été prochain             | Фару                |
| 1985      | ф  | Залізна рука            | Bras de fer                | Потьє               |
| 1986      | ф  | Різдвяний пиріг         | La galette du roi          | Леополь 'Лео' Тальє |
| 1986      | ф  | Кохання за сто франків  | Cent francs l'amour        | Жеремі              |
| 1988      | тф | Хрестовий похід дітей   | La croisade des enfants    | пастор              |
| 1988      | ф  | Бенгальські ночі        | La nuit Bengali            | Гарольд             |
| 1988—1994 | с  | Висока напруга          | Haute tension              | Антуан              |
| 1988      | ф  | Цілителі                | Les guérisseurs            | Тоні                |
| 1989      | ф  | День за днем            | our après jour             | Шарлі Лангманн      |
| 1990      | кф | Вікенд                  | Week-end                   |                     |
| 1991      | ф  | Шеб                     | Cheb                       | Секальді            |
| 1991      | кф | Валентіно! Я кохаю тебе | Valentino! I Love You      |                     |
| 1992      | ф  | Океанська ніч           | La nuit de l'océan         | Мартін              |
| 1992      | ф  | Бульвар ластівок        | Boulevard des hirondelles  | Раймон Обрак        |
| 1995      | ф  | Пил в очі               | La poudre aux yeux         | Леонард             |
| 1995      | ф  | Для крихітки Маргері    | Au petit Marguery          | Перль, бродяга      |
| 1996      | ф  | Брати Граве             | Les frères Gravet          | Рішар Граве         |
| 1997      | тф | Любов у тіні            | L'amour à l'ombre          | пан Лартіго         |
| 1998      | ф  | Помста Люсі             | La revanche de Lucy        | батько Едуарда      |
| 1998      | ф  | Відкриті тіла           | Les corps ouverts          | Марк                |
| 1999      | ф  | Нова Єва                | La nouvelle Ève            | Алексіс             |
| 1999      | ф  | Наші щасливі життя      | Nos vies heureuses         | інспектор           |
| 1999      | ф  | Погані дівчатка         | Voyous voyelles            | фотограф            |
| 2000      | ф  | Пригоди Фелікса         | Drôle de Félix             | Данієль             |
| 2000      | с  | Блакитний велосипед     | La bicyclette bleue        | Фьйо                |
| 2001      | ф  | Репетиція               | La répétition              | радник амбасади     |
| 2002      | тф | Жан Мулен               | Jean Moulin                | Барре               |
| 2003      | ф  | Я і мій француз         | Moi et mon blanc           | Франк               |
| 2004      | ф  | Коли я отримую зірку    | Quand je serai star        | Ролан               |
| 2005—2009 | с  | Венера і Аполлон        | Vénus & Apollon            | Антуан              |
| 2006      | с  | R.I.S. Наукова поліція  | R.I.S. Police scientifique | Гуго Шалоньє        |
| 2006      | ф  | Прокляті                | Exes                       | Бенжамін            |
| 2008      | тф | Таємниця Брайля         | Une lumière dans la nuit   | мосьє Ріш           |
| 2008      | тф | Народжені в 68-му       | Nés en 68                  | батько Катрін       |
| 2009      | ф  | Сімейне дерево          | L'arbre et la forêt        | Шарль Мюллер        |
| 2010      | ф  | Усі дівчата плачуть     | Toutes les filles pleurent | батько Люсі         |
| 2014      | ф  | Це моє тіло             | Ceci est mon corps         | єпископ Жерар       |

## Визнання
| Рік            | Категорія/Нагорода       | Фільм            | Результат | Результат |
| -------------- | ------------------------ | ---------------- | --------- | --------- |
| Премія «Сезар» |                          |                  |           |           |
| 1985           | Найперспективніший актор | Спогади, спогади | Перемога  |           |